# Google Pixel
Google Pixel je řada spotřební elektroniky od společnosti Google s operačním systémem Android. Zahrnuje smartphony, laptopy, tablety a další příslušenství, které lze koupit na Google Store či v jiném obchodě. První zařízení v řadě Pixel bylo představeno v únoru 2013 a šlo o Chromebook Pixel.

## Smartphony

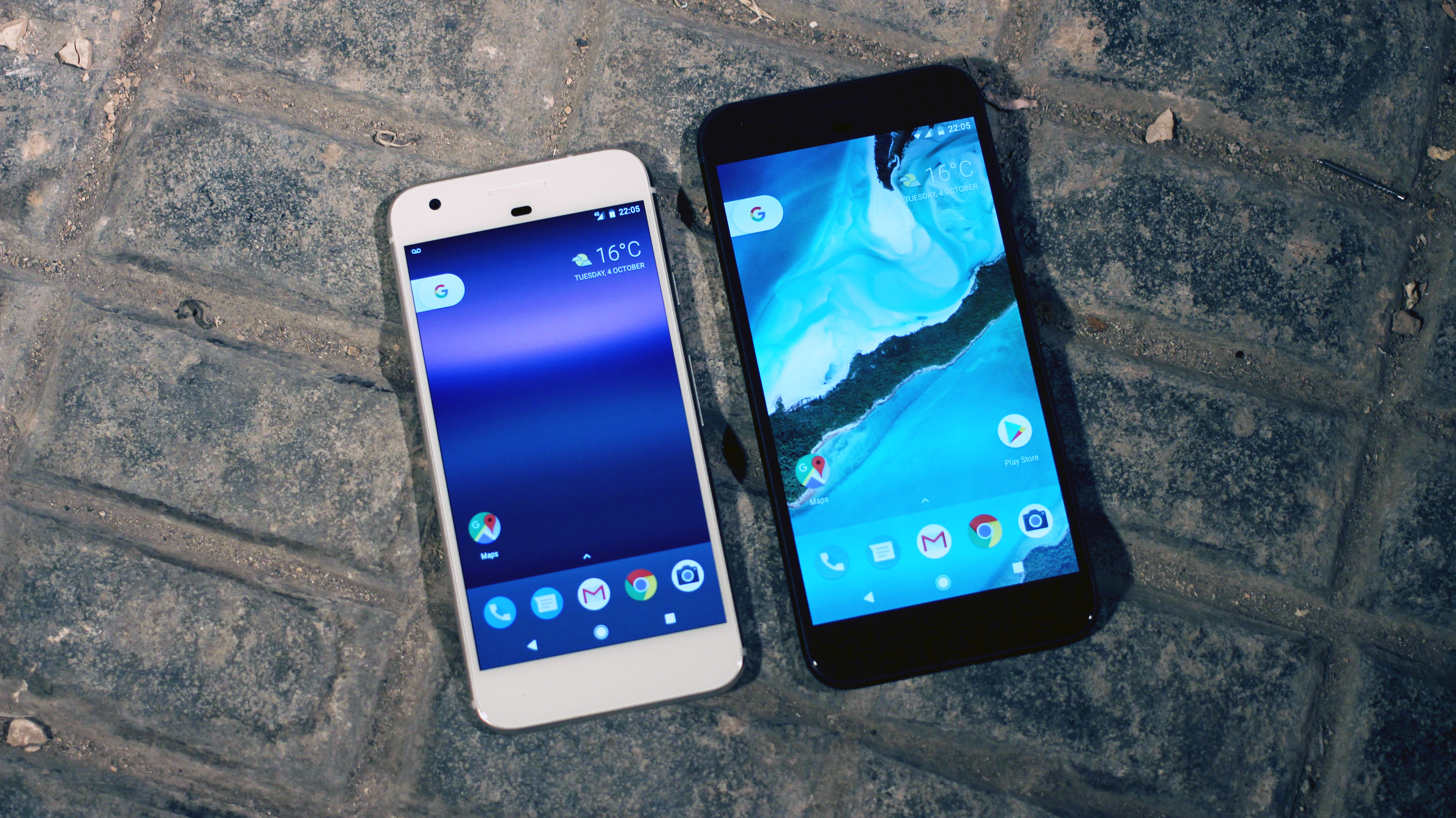
Smartphony Pixel a Pixel XL

### Pixel
Dne 4. října 2016, během akce #MadeByGoogle, oznámila společnost Google první generaci smartphonů Pixel, Pixel a Pixel XL. Originální operační systém je Android 7.1 Nougat. Oba smartphony dostaly v žebříčku DxOMarkMobile 89 bodů. Překonal je až mobil od HTC U11 s 90 body. Obsahují také neomezené úložiště pro snímky Fotky Google. a odemykatelný bootloader.
- Displej: 5.0" AMOLED displej s rozlišením 1080×1920 pixelů (Pixel); 5.5" AMOLED displej s rozlišením 1440×2560 pixelů (Pixel XL)
- Procesor: Qualcomm Snapdragon 821
- Paměť: 32 GB nebo 128 GB
- RAM: 4 GB LPDDR4
- Kamery: zadní kamera s 12.3 MP a clonou f/2.0 a autofokusem s podporou IR laseru;[6][7] přední kamera s 8 MP a clonou f/2.4
- Baterie: 2,770 mAH (Pixel); 3,450 mAH (Pixel XL); obě jsou neodnímatelné a rychle se nabíjí
- Barvy: Very Silver, Quite Black nebo Really Blue (limitovaná edice)

### Pixel 2
Dne 4. října 2017 byla Googlem oznámena druhá generace smartphonů Pixel, Pixel 2 a Pixel 2 XL. Na trh byly uvedeny 19. října 2017.
- Displej: 5.0" AMOLED displej s rozlišením 1080×1920 pixelů (Pixel 2); 6" P-OLED displej s rozlišením 1440×2880 pixelů (Pixel 2 XL); displeje mají Corning Gorilla Glass 5 a funkci Always on display
- Procesor: Qualcomm Snapdragon 835
- Paměť: 64 GB nebo 128 GB
- RAM: 4 GB LPDDR4X
- Kamery: zadní kamera s 12.2 MP a clonou f/1.8, autofokusem s podporou IR laseru a optickou a digitální stabilizací obrazu; přední kamera s 8 MP a clonou f/2.4
- Baterie: 2,700 mA·h (Pixel 2); 3,520 mA·h (Pixel 2 XL); obě jsou neodnímatelné a rychle se nabíjí
- Materiál: hliníkový design s hybridním povrchem; vodě-odolné a prachu odolné, stupeň krytí IP67
- Barvy: Just Black, Clearly White nebo Kinda Blue (Pixel 2); Just Black nebo Black & White (Pixel 2 XL)

### Pixel 3
Pixel 3 byl představen 9. října 2018. Celkem je dostupný ve dvou verzích Pixel 3 a Pixel 3 XL.

#### Specifikace Pixel 3
- displej: 5,5 palců, FHD+ (2160 x 1080), OLED, 18:9, Corning Gorilla Glass 5, HDR
- procesor: Snapdragon 845
- 2.5Ghz + 1.6Ghz, 64Bit Octa-Core
- Adreno 630
- Pixel Visual Core
- Titan M – bezpečnostní čip
- RAM: 4 GB LPDDR4x
- úložiště: 64 nebo 128 GB
- Android 9.0 Pie
- Foťáky:
  - zadní – 12,2 MPx, dual pixel, OIS, EIS, f/1.8, 76°
  - 1080p @ 30fps, 60fps, 120fps
  - 720p @ 30fps, 60fps, 240fps
  - 4K @ 30fps
  - přední – 8 MPx, f/1.8, 75°, AF, PDAF
  - sekundární – 8 MPx, f/2.2, 97°, FF
- Active Edge, čtečka otisků prstů, stereo, 3 mikrofony
- IP68
- rozměry: 68,2 x 145,6 x 7,9 mm, 148 gramů
- USB C (3.1), Nano SIM, eSIM (vybrané trhy), Wi-Fi 2.4G + 5GHz 802.11 a/b/g/n/ac 2×2 MIMO, Bluetooth 5.0 + LE, NFC, GPS, GLONASS, Galileo, BeiDou, LTE
- baterie: 2915 mAh, rychlé nabíjení (18W ,USB-PD 2.0), bezdrátové nabíjení[8]

#### Specifikace Pixel 3 XL
- displej: 6,3 palců, QHD+ (2960 x 1440), Flexible OLED, 18,5:9, Corning Gorilla Glass 5, HDR
- procesor: Snapdragon 845
- 2.5Ghz + 1.6Ghz, 64Bit Octa-Core
- Adreno 630
- Pixel Visual Core
- Titan M – bezpečnostní čip
- RAM: 4 GB LPDDR4x
- úložiště: 64 nebo 128 GB
- Android 9.0 Pie
- Foťáky:
  - zadní – 12,2 MPx, dual pixel, OIS, EIS, f/1.8, 76°
  - 1080p @ 30fps, 60fps, 120fps
  - 720p @ 30fps, 60fps, 240fps
  - 4K @ 30fps
  - přední – 8 MPx, f/1.8, 75°, AF, PDAF
  - sekundární – 8 MPx, f/2.2, 97°, FF
- Active Edge, čtečka otisků prstů, stereo, 3 mikrofony
- IP68
- rozměry: 76,7 x 158,0 x 7,9 mm, 184 gramů
- USB C (3.1), Nano SIM, eSIM (vybrané trhy), Wi-Fi 2.4G + 5GHz 802.11 a/b/g/n/ac 2×2 MIMO, Bluetooth 5.0 + LE, NFC, GPS, GLONASS, Galileo, BeiDou, LTE
- baterie: 3430 mAh, rychlé nabíjení (18W ,USB-PD 2.0), bezdrátové nabíjení[8]

### Pixel 9

#### Specifikace Pixel 9 Pro XL
Pixel 9 Pro XL byl představen v roce 2024. K dispozici má 6,8palcový OLED displej s maximálním jasem 3000 nitů a obnovovací frekvencí 120 Hz. Je poháněn čipem Google Tensor G4 s 16 GB RAM a má trojitý fotoaparát, včetně 48 MPx ultrawide objektivu. Baterie má kapacitu 5000 mAh, podporuje rychlé nabíjení a bezdrátové nabíjení. Tento model je optimalizován pro pokročilé AI funkce a vylepšené fotografické možnosti

## Tablety

### Pixel C
Pixel C byl oznámen společností Google dne 29. září 2015 spolu s telefony Nexus 5X a Nexus 6P. Tablet obsahuje port USB-C a 3,5 mm jack. Byl uveden s operačním systémem Android 6.0.1 Marshmallow. Dne 22. srpna 2016 vydal Google aktualizaci na Android 7.0 Nougat.

## Notebooky

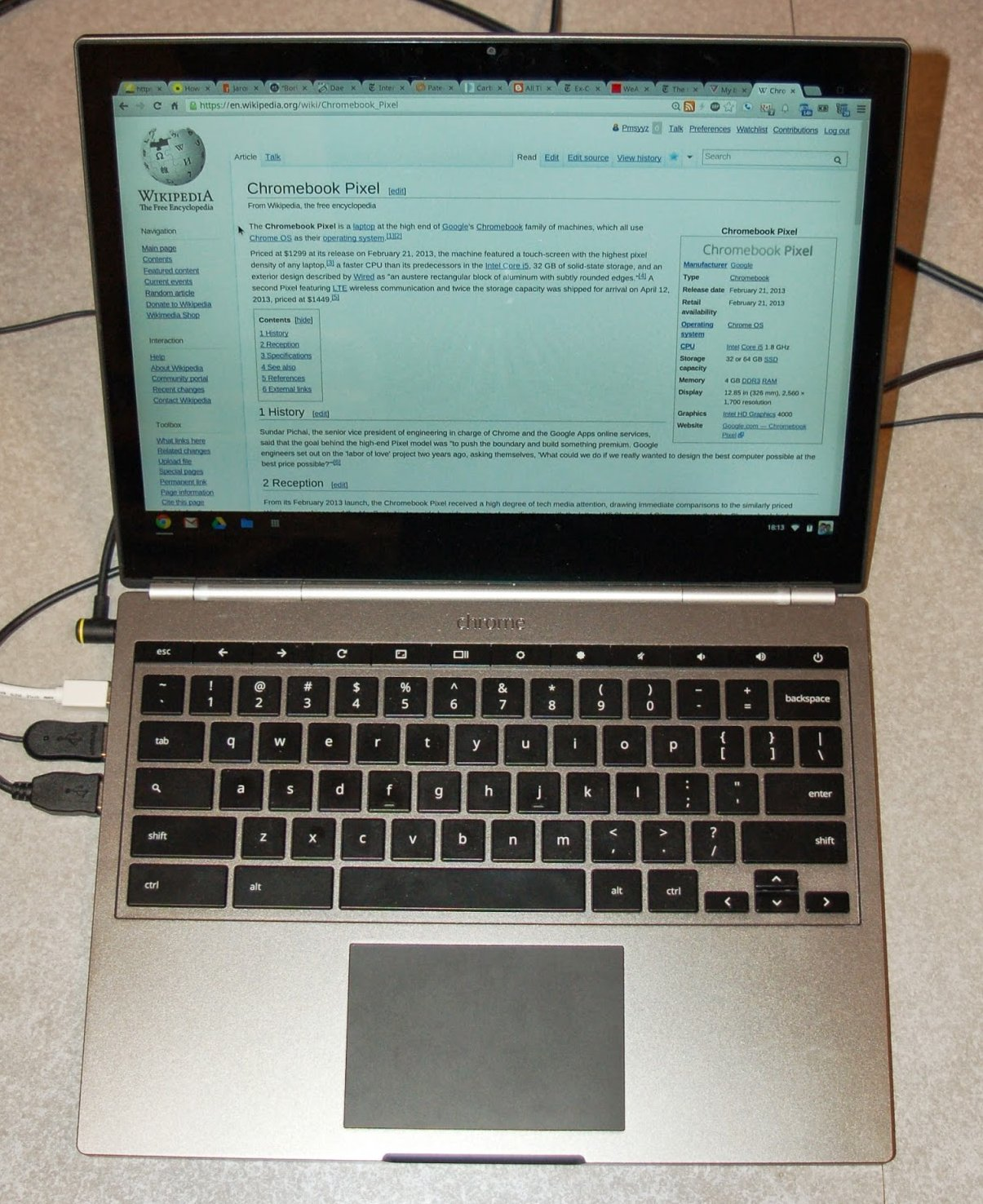
Chromebook Pixel z roku 2013

### Chromebook Pixel (2013)
21. února 2013 oznámila společnost Google první generaci Chromebook Pixel. Notebook obsahuje dva porty USB 2.0, slot pro kartu SD a čtečku více kare, Mini-DisplayPort a kombinovaný konektor sluchátek a mikrofonu. Některé budoucí verze obsahovaly také podsvícenou klávesnici, "plně klikatelný skleněný trackpad", vestavěné stereofonní reproduktory a dva vestavěné mikrofony.
- Displej: 12.85" s rozlišením 2560×1700 pixelů
- Procesor: 3. generace (Ivy Bridge) procesoru Intel Core i5
- Paměť: 32 GB vnitřní paměti a 1 TB úložiště Google Drive na 3 roky
- RAM: 4 GB
- Baterie: 59 Wh

### Chromebook Pixel (2015)
11. března 2015 oznámila společnost Google druhou generaci Chromebook Pixel. Notebook obsahuje dva porty USB-C, dva porty USB 3.0, slot pro kartu SD a kombinovaný konektor sluchátek a mikrofonu. Zařízení je také vybaveno podsvícenou klávesnicí, "multi-dotykovým, klikatelným skleněným trackpadem", vestavěnými stereofonními reproduktory a dvěma vestavěnými mikrofony.
Dne 29. srpna 2016 zrušil Google druhou generaci Chromebook Pixel.
- Displej: 12.85" s rozlišením 2560×1700 pixelů
- Procesor: 7. generace (Broadwell) procesoru Intel Core i5 nebo i7
- Paměť: 32 nebo 64 GB vnitřní paměti a 1 TB úložiště Google Drive na 3 roky
- RAM: 8 nebo 16 GB
- Baterie: 72 Wh

### Pixelbook (2017)
Dne 4. října 2017 oznámil Google třetí generací Chromebook Pixel s názvem Google Pixelbook.
- Displej: 12.3" displej s rozlišením 2400×1600 pixelů (235 ppi)
- Procesor: 7. generace procesoru Intel Core i5 nebo i7
- Paměť: 128, 256 nebo 512 GB vnitřní paměti
- RAM: 8 nebo 16 GB

## Příslušenství

### Google Pixel Buds
V rámci Google události, která proběhla v říjnu roku 2017, byla uvedena spolu se smartphonem Pixel 2 nová bezdrátová sluchátka. Jsou určena pro elektroniku s operačním systémem Android Marshmallow a vyšším a fungují s Google Assistant. Kromě přehrávání zvuku a volání podporují překlad do 40 jazyků pomocí Google Translate.

### Pixelbook Pen
Spolu s uvedením Pixelbooku v říjnu 2017 oznámila společnost Google Pixelbook Pen, stilus, pomocí kterého se může psát či malovat na Pixelbooku. Má čidla na citlivost tlaku a Google Assistant. Stilus je napájen vyměnitelnou baterií AAAA a jeho cena je 99 dolarů.